# Alexis Cantero
Alexis Javier Cantero Fernández (* 5. Februar 2003) ist ein paraguayischer Fußballspieler.

## Karriere

### Verein
Aus der Jugend von Club Guaraní ging er Anfang 2022 in deren U20 über und wurde dann zur Saison 2022/23 fester Teil des Kaders der ersten Mannschaft. Sein Debüt in der ersten Liga hatte er dann Mitte Oktober des Jahres. Ab April 2023 hatte er dann auch erste Einsätze in der Copa Sudamericana.

### Nationalmannschaft
Ab Juni 2022 bestritt er für die paraguayische U20 erste Freundschaftsspiele und nahm dann auch mit seiner Mannschaft an den Südamerikaspielen 2022 teil, wo er mit dieser den ersten Platz belegte. Ein paar Monate später gehörte er auch mit zum Kader bei der Südamerikameisterschaft 2023.
Im Dezember 2023 wurde er erstmals für die U23 für die Vorbereitung vor dem Qualifikationsturnier für Olympia nominiert. Dort kam er auch drei Mal zum Einsatz. Bei dem Turnier selbst stand er dann in vier von sieben Partien auf dem Platz. Am Ende landete er mit seinem Team hier auf dem ersten Platz der Endgruppe und qualifizierte sich so für die Spiele in Paris.